# Brevisana brevis
Brevisana brevis é uma espécie de cigarra encontrada na África. As cigarras desta espécie são os insetos mais barulhentos de que se tem conhecimento, produzindo em média um nível de 106,7 dB de pressão sonora a uma distância de 50 cm.